# نلسون پاراگوز
نلسون پاراگوز (اسپانیایی: Nelson Parraguez‎؛ زادهٔ ۵ آوریل ۱۹۷۱) یک بازیکن فوتبال اهل شیلی است.

## تیم ملی
وی همچنین در تیم ملی فوتبال شیلی بازی کرده است.